# Pirovalerona
Pirovalerona (Centroton, 4-Metil-β-ceto-prolintano, Thymergix, O-2371) é uma droga psicoativa com propriedades estimulantes que atua como um inibidor de recaptação de noradrenalina e dopamina (IRND). Foi desenvolvida na década de 1980, e brevemente aprovada para uso médico na Espanha e na França, sendo prescrita para tratar fadiga crônica, letargia, e como um inibidor de apetite. No entanto, devido a preocupações relacionadas a sua segurança, incluindo problemas de abuso e dependência, foi retirada desses mercados por volta de 2001. Estruturalmente, a pirovalerona está intimamente relacionada a outros estimulantes da classe das catinonas, como α-PVP, MDPV e prolintano (conhecido como Promotil ou Katovit).
Os efeitos colaterais da pirovalerona mais comuns são anorexia (perda de apetite), ansiedade, sono fragmentado ou insônia e tremores musculares.
O enantiômero R- da pirovalerona não possui atividade farmacológica.